# Solway Lass
Le Solway Lass est une goélette à hunier.  Il a été construit en Hollande en 1902, et est actuellement exploité par l'Australian Tall Ship Cruises à Airlie Beach, Australie.  

## Histoire
Construit dans un chantier naval néerlandais, avec une coque en acier et un pont en bois, il fut lancé en 1902 sous le nom de Stina et son premier port d'attache fut Hambourg en Allemagne. 
Vendu en 1905, il est rebaptisé Adolf et navigue comme navire de commerce transportant des marchandises en mer Baltique et mer du Nord.  
En 1914, l’Adolf est saisi par la marine britannique comme prise de guerre et converti pour être utilisé comme QG maritime. Il fut aussi employé comme un leurre pour les sous-marins allemands au sein de la marine marchande britannique à la fin de la Première Guerre mondiale. 
Après la Première Guerre mondiale, il est vendu à un marchand de charbon de Liverpool. Sous le nom de Dumfries il transporte du charbon, des matériaux de construction entre Liverpool et des ports écossais.  
En 1924, il est revendu à une entreprise écossaise (la Shipping Company) dans le Solway Firth à Dumfries. C'est de là que le nom Solway Lass est originaire. Un moteur a été installé et il fait du cabotage entre les différents ports d'Écosse, d'Angleterre et d'Irlande.
En 1934, le Solway Lass est vendu à un Gallois, le capitaine J. Anderson de Portmadoc. 
En 1937, il  s'échoue dans Sandymount (une banlieue de Dublin) au cours d'une gigantesque tempête de neige. La cargaison de charbon a dû être transbordée avec des chariots tirés par des chevaux. Cette histoire a fait la première page du Saturday Herald, 13 mars 1937. Il est vendu à une société danoise et navigue de nouveau en mer Baltique.  
Au cours de la Seconde Guerre mondiale, l'armée allemande saisit le Solway Lass comme prise de guerre et l'utilise pour la livraison des navires allemands. Il saute sur une mine marine et est fortement endommagé. Renfloué par la marine allemande il est réparé et converti en voilier brise-glaces et prend le nom de Bent.
Après la Deuxième Guerre mondiale, il sert de cargo desservant le Pacifique sud. 
En 1949, il est enregistré sous le nom de Sundeved au Danemark.
En 1972, il passe le canal de Panama sous le nom de Lawenda pour rejoindre les îles Fidji. Il change de nouveau de nom. Il devient Tui-Nasavusavu et fait du cabotage sur les côtes fidjiennes.
En 1983, Tom LLoyd, un homme d'affaires de Sydney, le rachète aux Fidjiens et le fait revenir en Australie.
Entre 1983 et 1985, il est totalement reconstruit. Il est relancé sous le nom Solway Lass, le 17 novembre 1985 en proposant des croisières de plaisance.
En 1988, le Solway Lass participe comme chef de file dans la première flotte de bateaux historiques pour la commémoration du 200e anniversaire de la ville de Sydney. 
En 1999, il est acheté par l'Australian Tall Ship Cruises pour subir des transformations modernes à l'accueil de passagers : 11 cabines confortables pour 32 passagers, air climatisé. Il est transféré au port d'Airlie Beach pour faire des croisières dans les îles Whitsunday et sur la grande barrière de corail du Queensland.